# Лехітська переголосовка
Лехітська переголосовка — фонетичний процес, що стався в лехітських мовах і полягав у переході голосних переднього ряду і м'яких складових сонантів у голосні непереднього ряду і тверді сонанти відповідно в положенні перед твердими зубними приголосними: 'e > 'о, ’ě > 'a, ’ę > ’ǫ, r̥’ > r̥, l̥’ > l̥.
Лехітська переголосовка сприяла фонологізації кореляції за ознакою твердість-м'якість у лехітських мовах, а також стала причиною появи ряду характерних для лехітських мов чергувань.

## Приклад

### Польська мова
- *nesǫ > пол. niosę («я несу»)[2];
- *berǫ > пол. biorę («я беру»)[1];
- *lěsъ > пол. las («ліс»)[2];
- *květъ > пол. kwiat («квітка»)[1];
- *mr̥’tvъjь > *mr̥tvъjь > пол. martwy («мертвий»)[2];
- *čr̥’nъjь > *čr̥nъjь > пол. czarny («чорний»)[3];
- *vl̥’na > *vl̥na > пол. wełna («вовна»)[2];
- *pl̥’nъjь > *pl̥nъjь > пол. pełny («повний»)[3].

Переголосовка носового 'ę > 'ǫ була значною мірою затемнена в ході подальшої долі польських носових голосних (злиття /ę/ з /ǫ/ в /ą/ і подальшого переходу довгого /ą/ в /ǫ/, а короткого — в /ę/). Проте вона видна в деяких іменах і топонімах з Гнезненської булли:
- Zuantos (= Śv’ǫtoš) < *svętъ («святий»);
- Transouo (= Tr’ǫsovo) < *tręsǫ («трясу»);
- Chanstobor (= Čǫstobor) < *čęstъ («частий»).

### Кашубська мова
- *věra > каш. wiara («віра»)[4];
- *nesǫ > каш. niosã («я несу»)[4].

### Полабська мова
- *lěto > ľotü (a в полабській переходило в o)[5];
- *bělъjь > b’ólǎ[5].

## Відсутність переголосовки
У польській мові переголосовка не сталася в двох словах:
- *cěsar'ь > пол. cesarz («імператор, цісар») замість очікуваного *casarz;
- *koběta > пол. kobieta («жінка») замість очікуваного *kobiata.

## Вирівнювання основ після переголосовки
Переголосовка породила чергування при відмінюванні багатьох іменників. З XVI століття в польській літературній мові в ряді випадків ці чергування починають усуватися або на користь основи з переголосовкою, або навпаки:
- ст.-пол. cana («ціна»), cenie («ціні») > пол. cena, cenie;
- ст.-пол. krzasło («стілець»), krześle («стільці») > пол. krzesło, krześle;
- ст.-пол. żona («дружина, подружжя»), żenie («дружині») > пол. żona, żonie;
- ст.-пол. siano («сіно»), sienie («сіні») > пол. siano, sianie;
- ст.-пол. wiadro («відро»), wiedrze («відрі») > пол. wiadro, wiadrze;
- ст.-пол. ściana («стіна»), ścienie («стіні») > пол. ściana, ścianie.

Переголосовка відсутня в таких польських прийменниках, як przed («перед»), przez («через»), bez («без»). Це пов'язують з тим, що кінцевий приголосний прийменників асимілювався за твердістю-м'якістю з початковим приголосним наступного слова. Таким чином у частині фонетичних контекстів створювалися передумови для переголосовки, а в частині ні. Врешті-решт взяли верх форми без переголосовки.
Іноді в процесі вирівнювання з'являлися семантично диференційовані етимологічні дублети, напр. пол. działo («гармата, артилерійська установка») і dzieło («витвір»), na czole («на лобі») і na czele («на чолі»), bieda («біда, горе, лихо») і biada («горе!, лишенько!»).
У польських діалектах вирівнювання перебігало інакше, ніж у літературній мові. У мазовецькому діалекті широкого поширення набули форми з /e/ замість /a/ після губних (рідше після інших голосних): zamietać (літ. zamiatać, «підметати, заметати»), wietrak (літ. wiatrak, «вітряк»), opowiedać (літ. opowiadać, «оповідати, розповідати»), zawiesy (літ. zawiasy, «дверні петлі, завіси»), wiedro (літ. wiadro, «відро»), wietr (літ. wiatr, «вітер»), ofiera (літ. ofiara, «жертва, офіра»), śniedanie (літ. śniadanie, «сніданок»). У малопольському і великопольському діалектах у ряді випадків чергування /o/ усувалося на користь /e/: niesę (літ. niosę, «несу»), bierę (літ. bierę, «беру»), piełun (літ. piołun, «полин»), pierun (літ. piorun, «бликавка»), biedro (літ. biodro, «стегно, бедро»), mietła (літ. miotła, «мітла»).

## Фальшива переголосовка
У ряді випадків у польській мові /o/ виявляється на місці етимологічного /ь/, тобто там, де переголосовка не мала здійснюватися. Це явище отримало назву фальшивої переголосовки:
- *osьlъ > пол. osioł («осел»);
- *kozьlъ > пол. kozioł («козел»);
- *dьnъkъ > пол. dzionek («деньок»);
- *vьsъka > пол. wioska («сільце»).

## Хронологія

### Абсолютна хронологія
Назва племені дедошан (< прасл. *dědъ, «дід») записане в «Баварському географі» як Dadosesani. Це дозволяє вважати, що лехітська перегласовка здійснювалася в IX—X століттях. Однак Є. Налепа вважає свідоцтво «Баварського географа» іррелевантним, оскільки праслов'янський *ě, швидше за все, був широким голосним нижнього підняття (/æ/), що могло передаватися в іншомовних джерелах як a, пор. в хорватському документі: Item ego Johannes, Chroatorum dad, де dad = *dědъ.
Гнезненська булла (1136 рік) вже відбиває результати переголосовки: Sostroch (= Siostroch), Sostros (= Siostrosz), Dobrozodl (= Dobrosiodł), Vsezodl (= Wszesiodł), Sodlc (= Siodłk, Siodłek), Balouanz (= Białowąs), Balouezici (= Białowieżycy), Balossa (= Białosza), Quatec (= Kwiatek), Sulidad (= Sulidziad).
Переголосовку відбивають такі старі запозичення, як пол. Piotr («Петро») (< чеськ. Petr < лат. Petrus), пол. anioł («ангел») (< чеськ. anjel < лат. angelus), пол. kościół («костьол») (< чеськ. kostel < лат. castellum) и пол. ofiara («жертва, офіра») (< чеськ. ofěra < нім. Opfer), що прийшли в польську мову з прийняттям християнства (966 рік). Однак для датування переголосовки верхньої хронологічної межі ці форми підходять слабко, оскільки вони могли бути запозичені задовго до даного процесу. Окрім того, Г. Поповська-Таборська вказує на те, що при запозиченні цих форм ми можемо мати справу з субституцією і припасуванням запозичених форм під фонологію мови-реципієнта, а також впливом питомої лексики, зокрема, форми obiata («жертва»).
Хронологія переголосовки ę > ǫ викликала серед науковців певні дискусії. Я. Розвадовський вважав прикладами такої переголосовки такі приклади з Гнезненської булли: Land (Ltd nad Wartą), Chrustov, Boranta. Однак Н. ван Вейк вважав, що переконливі приклади починають з'являтися лише з XII століття, а як Гнезненська, так і Вроцлавська булли переголосовки ще не показують:
- Suentepulc = *Svętopъlkъ (хроніка Тітмара, X століття);
- Zuentubald = *Svętopъlkъ (хроніка Саксона Граматика, 1121 р.);
- Dobrenta = *Dobręta (Гнезненська булла);
- Modlenta = *Modlęta (Гнезненська булла);
- Radenta = *Radęta (Гнезненська булла);
- Dobrenta = *Dobręta (Вроцлавська булла[pl]).

### Відносна хронологія
Переголосовка відбулася після такого процесу, як метатеза плавних, оскільки зачепила такі слова як *berza > *breza > *br’oza > пол. brzoza («береза») і *perdъ > *predъ > *pr’odъ > пол. przód («пере́д»).
Переголосовка відбулася до занепаду редукованих, оскільки /e/, що виникло з *ь і *ъ, не зазнало переголосовки:
- *pьsъ > пол. pies («собака, пес»);
- *lьnъ > пол. len («льон»);
- *sъnъ > пол. sen («сон»);
- *bъzъ > пол. bez («бузок, біз»).

## Наслідки
Лехітська переголосовка зруйнувала ранішу кореляцію за твердістю-м'якістю, коли після м'яких приголосних могли йти тільки голосні переднього ряду, а після твердих — непереднього. У результаті, м'які приголосні, що були доти алофонами твердих, стали окремими фонемами.
У результаті переголосовки з'явилися характерні для польської мови чергування голосних при відмінюванні іменників і дієслів: wieźć («везти») — wiozę («везу»), nieść («нести») — niosę («несу»), las («ліс») — w lesie («у лісі»), lato («літо») — w lecie («влітку»), miasto («місто») — w mieście («у місті»).

## Схожі процеси в інших слов'янських мовах
Перехід /e/ в /o/ в певних положеннях відомий лужицьким і східнослов'янським (перехід /е/ в /о/) мовам. Перехід /è/ в /a/ відомий в нижньолужицьких і східноболгарських діалектах (і відбитий у болгарській літературній мові).
Є. Налепа об'єднує географічно і хронологічно близький до лехітської переголосовки лужицький перехід «e» > «o» в один процес з переголосовкою.
У німецькому документі 1140 року згадано назву Ztarecoztol = *Stary Kosťol, перекладене німецькою як Aldenkirkin, що відбиває переголасовку e > o.
У той же час, у хроніці Тітмара (1012—1018 рр.) назва Магдеборна (30 км від Старого Костьола) записана як Medeburu. Є. Налепа вважає, що в Тітмара це слово проасоціювалося з *medъ («мед»), який, на думку польського мовознавця, знав це слово у формі m'ed, а не m'od, тобто, ще без переголосовки.